# Károly Kétly
Károly Kétly (Karl Kétli, ur. 14 września 1839 w Csurgó, zm. 19 lutego 1927 w Budapeszcie) – węgierski lekarz. Jeden z twórców węgierskiej neuropatologii i elektroterapii.

## Życiorys
Studiował w Peszcie i Wiedniu, studia ukończył w 1863 roku w Peszcie. Od 1864 do 1868 asystent w klinice chirurgicznej, następnie przez dwa lata dalsze studia w Wiedniu, Berlinie i Heidelbergu. Uczył się u Hellera, Strickera, Benedikta, Erba i Helmholtza. W 1870 roku został privatdozentem elektroterapii, w 1881 roku profesorem nadzwyczajnym na Uniwersytecie w Budapeszcie, w 1877 roku prymariuszem (Primararzt) w Szpitalu Rocha w Budapeszcie. W 1884 roku został nadzwyczajnym radcą sanitarnym (ausserord. Sanitätsrat), w 1889 roku profesorem nadzwyczajnym chorób wewnętrznych, i dyrektorem II Kliniki w Budapeszcie. W 1896 roku przyczynił się do wprowadzenia radiologii na Węgry; złożył wniosek do Ministerstwa Edukacji i Religii o dotację w wysokości 1000 forintów na pokrycie kosztów potrzebnego sprzętu.

## Wybrane prace
- Beiträge zur Physiologie und Pathologie des Sympathicus. Orvosi Hetilap (1885)
- Klinische Studien über Facial-Paralyse (1886)
- Über die Schutzimpfung. Orvosi Hetilap (1886)
- Neuritis multiplex degenerativa. Orvosi Hetilap (1887)
- Über Pleuritiden. Klin. Samml. (1890)